# Caratteri legati al sesso
I caratteri legati al sesso sono caratteri ereditari regolati da geni presenti sui cromosomi sessuali, la cui trasmissione avviene con rapporti diversi rispetto a quelli previsti in base alle leggi di Mendel.
In molte specie animali (Mammiferi, Uccelli e alcuni Insetti) il sesso è determinato da un singolo cromosoma sessuale o eterosoma o da una coppia di questi cromosomi.
Nei Mammiferi l'eterocromosoma Y determina la comparsa di caratteri sessuali maschili nell'individuo. Il cromosoma X non determina il sesso dell'individuo, ma deve essere presente in due copie nella femmina affinché sia fertile. La determinazione del sesso varia comunque in base alla classe di organismi considerata, negli uccelli è il sesso femminile ad essere eterogametico.
I cromosomi sessuali X e Y, a differenza degli autosomi omologhi, confrontati tra loro contengono quasi esclusivamente geni di diverso tipo, ad eccezione di due ridotte porzioni collocate alle estremità e denominate pseudoautosomiche che contengono gli stessi tipi di geni (naturalmente presentando alleli non necessariamente uguali).
In particolare il cromosoma Y contiene solo geni indispensabili per il corretto sviluppo di un individuo maschile, mentre il cromosoma sessuale X contiene molti geni indispensabili per lo sviluppo sessuale femminile ed in più una certa quantità di geni relativi a caratteri non sessuali.
Dato il fatto che le femmine possiedono due copie del cromosoma sessuale X, mentre i maschi una sola, ne consegue che le femmine hanno sempre due copie dei geni contenuti sull'X (che naturalmente presentano alleli non necessariamente uguali), mentre i maschi una sola copia (se si escludono i geni delle porzioni pseudoautosomiche che sono presenti in forma omologa anche nel cromosoma sessuale Y). Le femmine quindi possono essere omozigoti o eterozigoti per un carattere legato al sesso, mentre i maschi solo emizigoti.
La trasmissione tipica di un fenotipo recessivo legato al sesso prevede la presenza di femmine portatrici le quali hanno il 50% di probabilità che i loro figli maschi esprimano pienamente tale fenotipo.
In questo caso, infatti, per i maschi non esistono alleli dominanti o recessivi, essendo essi emizigoti, ossia possedendo un solo gene per quel carattere. Inoltre l'unico X dei maschi è di origine materna. 
Nel caso (esemplificativo) che il fenotipo recessivo considerato costituisca una malattia, una donna portatrice sana (eterozigote), quindi, avrà una probabilità 1/2 di generare un maschio ammalato mentre, se il marito è sano, le figlie femmine saranno al massimo portatrici come la madre. Se invece il padre è ammalato, e la madre è sana (omozigote), tutte le figlie femmine saranno portatrici, mentre nessuno dei maschi sarà ammalato. Nel caso invece di un incrocio tra femmina portatrice e maschio malato (molto raro), le femmine saranno 50% portatrici e 50% malate (entrambi gli X portatrici del gene mutato) e i maschi saranno per il 50% malati (il padre non cede mai la propria X ai figli maschi).

## Esempi
L'emofilia A è una malattia ereditaria che comporta l'incapacità del sangue di coagulare. In molti emofiliaci l'organismo non è capace di sintetizzare una certa proteina (fattore VIII) necessaria per la coagulazione del sangue e tale malattia causa emorragie interne incontrollate dai reni, nel cervello e in altri organi vitali. L'emofilia è un carattere recessivo. I geni che codificano per le proteine necessarie alla coagulazione del sangue sono localizzati sul cromosoma X. Una donna deve avere quindi due alleli recessivi per essere emofiliaca, mentre a un uomo ne basta solo uno. Una donna portatrice di emofilia ha il 50% delle possibilità di trasmettere il gene recessivo al figlio.
La più famosa portatrice di emofilia fu la regina Vittoria che trasmise il gene a uno dei suoi figli e due alleli alle sue figlie.
La stessa cosa avviene per una forma di daltonismo, un sistema di gruppi sanguigni e numerosi altri caratteri.
La regolazione dell'attività dei geni legati al sesso è regolata anche dall'effetto Lyon.
| Controllo di autorità | LCCN (EN) sh85120653 · J9U (EN, HE) 987007533896705171 |